# Ernst Hermann Seyffardt
Ernst Hermann Seyffardt (6. maj 1859 i Krefeld - 30. november 1942 i Garmisch-Partenkirchen) var en tysk musiker.
Seyffardt var elev af Ferdinand Hiller og Friedrich Kiel. Han blev 1892 korforeningsleder i Stuttgart og 1897 konservatorieprofessor sammesteds. Han gik på pension 1929.
Seyffardt har særlig gjort sig bekendt ved større korværker i bred folkelig stil og af patriotisk indhold: Thusnelda, Aus Deutschlands grosser Zeit med flere. Han har også skrevet en symfoni, en opera, kammermusik og sange.